# Galeodes
Galeodes Olivier, 1791 è un genere di Aracnidi Solifugi che fa parte della famiglia dei Galeodidi.

## Descrizione
I Galeodes  sono Aracnidi che hanno una lunghezza media di circa 5-8 cm.
Il corpo è totalmente chiaro, mentre l'addome è di colore più scuro.
Si spostano molto velocemente grazie alle loro lunghe zampe.

## Distribuzione
Le specie di questo genere vivono in Eurasia e nel Nord Africa.

## Alimentazione
Sono un genere carnivoro, divorano ogni cosa, anche i loro simili, nonché lucertole, scorpioni, uccellini e piccoli mammiferi.
La preda viene attaccata, ferita e svuotata internamente (viene letteralmente succhiata).
Essendo, nel loro habitat naturale,  il cibo piuttosto raro, il Galeodes mangia ogni volta che ne ha l'occasione. Inoltre non necessita di bere dato che reintegra i propri liquidi ogni volta che consuma una preda.